# Bagholt Mose
Bagholt Mose este o arie protejată (arie specială de conservare — SAC, sit de importanță comunitară — SCI) din Danemarca întinsă pe o suprafață de 14 ha, integral pe uscat.

## Localizare
Centrul sitului Bagholt Mose este situat la coordonatele 55°23′04″N 12°00′49″E / 55.384444°N 12.013611°E.

## Înființare
Situl Bagholt Mose a fost declarat sit de importanță comunitară în mai 1998 pentru a proteja 2 specii de plante. Situl a fost protejat și ca arie specială de conservare în decembrie 2011.

## Biodiversitate
Situată în ecoregiunea continentală, aria protejată conține 10 habitate naturale: Lacuri și iazuri distrofice naturale, Păduri aluvionare cu Alnus glutinosa și Fraxinus excelsior (Alno-Padion, Alnion incanae, Salicion albae), Mlaștini turboase de tranziție și turbării mișcătoare, Izvoare petrifiante cu formare de travertin (Cratoneurion), Ape puternic oligomezotrofe cu vegetație bentonică cu Chara spp., Mlaștini oligotrofe degradate, capabile încă de regenerare naturală, Lacuri eutrofice naturale cu vegetație de tip Magnopotamion sau Hydrocharition, Mlaștini alcaline, Mlaștini împădurite, Pajiști umede nord-atlantice cu Erica tetralix.
La baza desemnării sitului se află mai multe specii protejate de  plante (2): Hamatocaulis vernicosus, moșișoare (Liparis loeselii).